# 구창모 (축구 선수)
구창모(1999년 8월 18일 ~ )는 대한민국의 축구 선수이며, 포지션은 미드필더이다.